# You Are Empty
You Are Empty è un videogioco sparatutto in prima persona sviluppato dalle aziende ucraine Mandel ArtPlains e Digital Spray Studios e pubblicato dalla 1C Company nel 2006 e dalla Atari nel 2007. Il gioco è ambientato in una realtà alternativa durante gli anni '50, nei quali Stalin è ancora vivo e regnante sull'Unione Sovietica.

## Trama
Il gioco è ambientato nel 1955 in un'Unione Sovietica alternativa, ancora governata da Stalin. Nel tentativo di assicurare al comunismo la vittoria globale e la conquista del mondo, il governo sovietico ha costruito un'enorme antenna psichica in grado di trasmettere un segnale capace di trasformare la popolazione sovietica in superuomini, ma l'esperimento va male e gran parte della popolazione muore o viene trasformata in mutanti assetati di sangue.
Il protagonista del gioco è un ufficiale di medio rango che viene coinvolto in un incidente sul posto di lavoro. Risvegliatosi in un ospedale, egli vede il suo mondo in rovina e infestato da mutanti assetati di sangue, e inizia a investigare, incontrando raramente altri superstiti e vari soldati sopravvissuti che gli sono ostili e tentano di portarlo all'alto ufficiale. Raggiunto l'ufficiale superiore, questi, prima di togliersi la vita, gli racconta la storia dietro alla calamità che incombe.
Durante la storia del gioco, vediamo infatti, sotto forma di filmati, la storia del capo scienziato responsabile del disastro: da bambino, egli scoprì di avere un potere psichico in grado di fargli controllare altri esseri viventi, e una volta divenuto scienziato, lavorò alla costruzione dell'antenna, il cui progetto portò al disastro che vediamo nel gioco. Inoltre, lo scienziato si ritiene essere il Nuovo Uomo, il che, pur non essendo dichiarato direttamente nei filmati, è comunque speculato, dato che in ogni filmato in cui egli appare lo scienziato, questi tenta di padroneggiare i suoi poteri.
Il protagonista raggiunge così l'enorme edificio dove si trova l'antenna e incontra il capo scienziato, che gli comunica che deve usare l'antenna per riavvolgere il tempo a prima che accada il disastro, e uccidere lo scienziato. Il protagonista accetta, torna indietro nel tempo e uccide lo scienziato sparandogli alla testa, per poi farsi mettere sotto dalle guardie del corpo di Stalin.

## Modalità di gioco
You Are Empty presenta il classico gameplay tipico dello sparatutto in prima persona, dove il giocatore può ottenere una varietà di armi sia a corpo a corpo che da fuoco, in gran parte basate su armi reali come la pistola Mauser C96 o il mitra PPŠ-41, ma anche alcuni arme inventate, come il pistolone elettrico, l'ultima arma ricevuta dal giocatore.

## Accoglienza
Il gioco è stato accolto poco positivamente dalla critica. Ha ricevuto un punteggio di 40% di gradimento su GameRankings dalle 15 recensioni presenti, e un punteggio di 34 su 100 su Metacritic dalle sue 14 recensioni.